# Folke Jansson
Folke Georg „Pytta” Jansson (ur. 23 kwietnia 1897 w Jönköping, zm. 18 lipca 1965 w Göteborgu) – szwedzki lekkoatleta trójskoczek, wicemistrz olimpijski z 1920.
Zdobył srebrny medal w trójskoku na igrzyskach olimpijskich w 1920 w Antwerpii za Finem Vilho Tuulosem, a przed swym rodakiem Erikiem Almlöfem. Na kolejnych igrzyskach olimpijskich w 1924 w Paryżu zajął w tej konkurencji 5. miejsce.
Był dwukrotnym rekordzistą Szwecji w trójskoku (14,92 m 29 czerwca 1918 w Oslo oraz 15,09 m 28 sierpnia 1920 w Paryżu). Zdobywał mistrzostwo Szwecji w tej konkurencji w 1917 i w latach 1919-1924. Był również mistrzem Wielkiej Brytanii (AAA) w 1921